# 기노코노야마

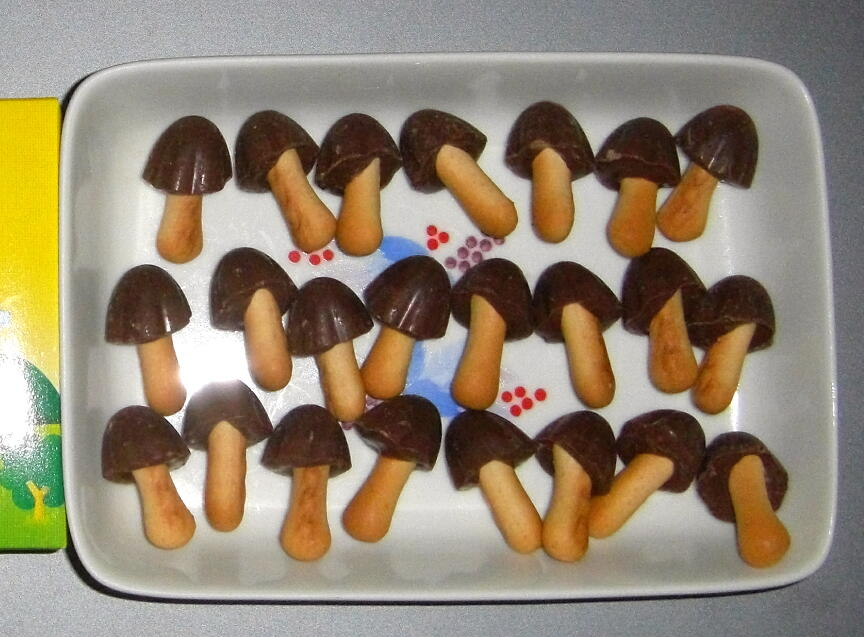
기노코노야마

기노코노야마(일본어: きのこの山→버섯의 산)는 일본의 기업 메이지가 판매하는 과자이다. 1975년 출시되었다. 다케노코노사토의 자매품이다.

## 유사상품
오리온에서 1984년 출시한 초코송이 가 이 과자와 모양과 맛이 유사하다. 초코송이는 대한민국 국외에서는 '초코보이'라는 제품명으로 판매되고 있다.